# De Maarschalk
De Maarschalk is een gemeentelijk monument aan de Molenweg 5 in het Rijksbeschermd gezicht Baarn - Prins Hendrikpark e.o. van Baarn in de provincie Utrecht.
Het pand werd gebouwd in 1916 en heeft een asymmetrische voorgevel. Rechts is een portiek over de hele breedte, links is een erker aangebouwd. Boven de portiek en de erker zijn decoraties aangebracht, in de nok een soort pinakels in jugendstil.
De naam is ontleend aan het vroegere Maarschalksbos.